# Черекаев, Василий Алексеевич
Василий Алексеевич Черекаев — советский и российский нейрохирург, специалист по краниофациальной хирургии и хирургии основания черепа, награждён золотой медалью имени Н. Н. Бурденко (2016).

## Биография
Родился 01.02.1955. Сын Алексея Васильевича Черекаева. Окончил 2-й Московский медицинский институт имени Н. И. Пирогова.
Учился в клинической ординатуре по нейрохирургии, а затем аспирантуре в НИИ нейрохирургии имени академика Н. Н. Бурденко, где в дальнейшем и работает, в настоящее время — заведующий 6-м отделением краниофациальной хирургии.
В 1984 году — защитил кандидатскую диссертацию.
В 1995 году — защитил докторскую диссертацию.
В 2004 году — присвоено учёное звание профессора.
Председатель Московского общества нейрохирургов.
Стажировался в Колумбийском Университете г. Нью-Йорка (США) и в Медицинском Университете г. Лозанна (Швейцария).

## Научные труды
Соавтор 2 монографий, 6 руководств, имеет более 250 публикаций по нейрохирургии, автор 3 изобретений

## Награды
- Премия Правительства Российской Федерации (в составе группы, за 1996 год) — за работу «Микрохирургическая аутотрансплантация органов и тканей в лечении и реабилитации онкологических больных»[1]
- Золотая медаль имени Н. Н. Бурденко (2016) — за серию работ под общим названием «Хирургия опухолей основания черепа, распространяющихся в глазницу, полость носа, околоносовые пазухи и подвисочную ямку»